# Roštění

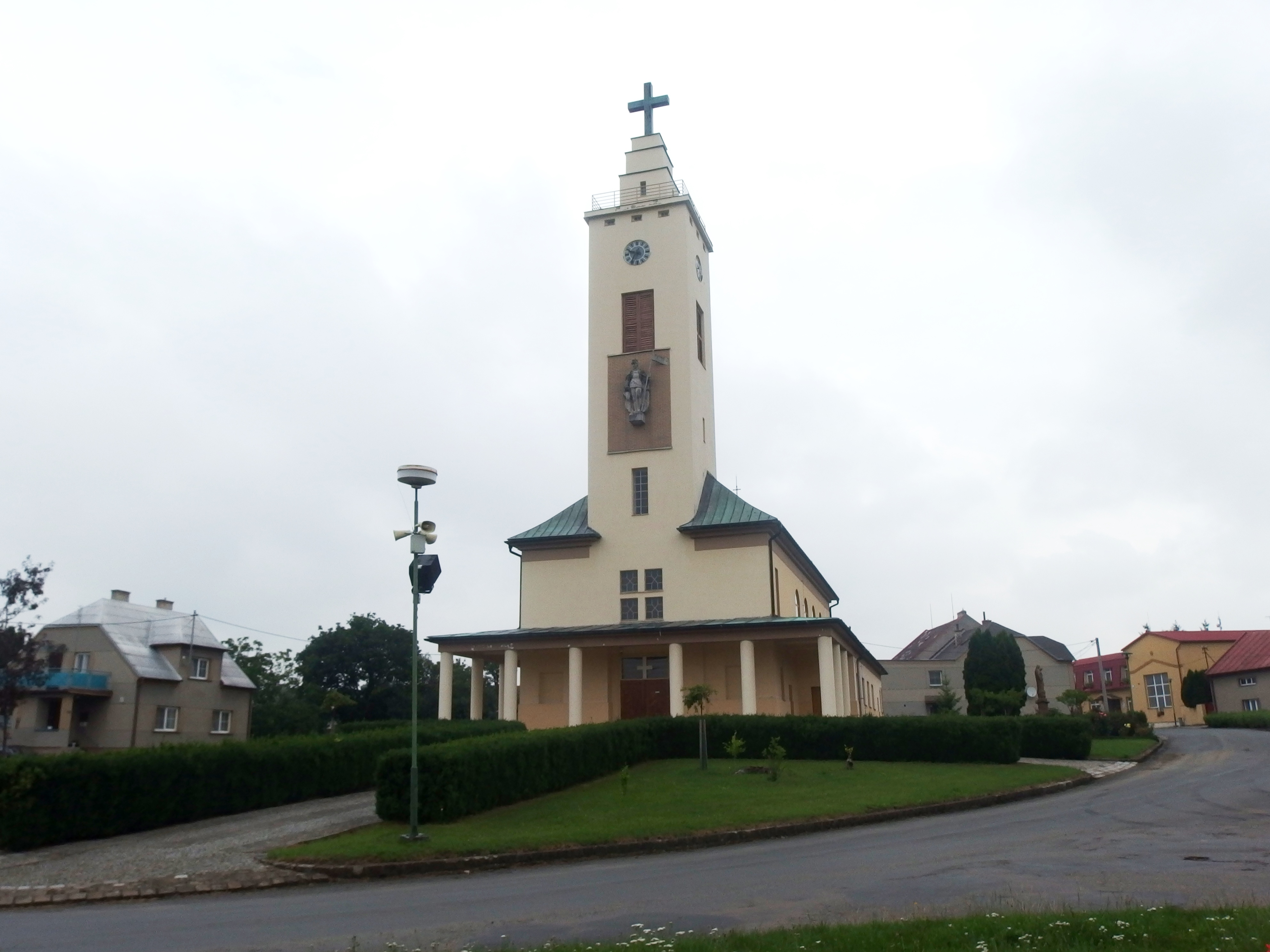
Kirche St. Florian

Roštění (deutsch Roschtien, früher Roschtin) ist eine Gemeinde in Tschechien. Sie liegt fünf Kilometer nordwestlich von Holešov und gehört zum Okres Kroměříž.

## Geographie
Roštění befindet sich am westlichen Rand der Podbeskydská pahorkatina (Vorbeskidenhügelland) am Übergang zur Obermährischen Senke (Hornomoravský úval). Das Dorf erstreckt sich oberhalb der Einmündung des Baches Pacetlucký potok im Tal der Roštěnka. Nördlich erhebt sich der Hrad (363 m), im Nordosten die Pastviska (318 m), östlich der Kamenec (295 m) sowie im Nordwesten der Holý kopec (360 m).
Nachbarorte sind Marianín und Líšná im Norden, Zámeček, Pacetluky und Prusinovice im Nordosten, Bořenovice und Holešov im Südosten, Všetuly und Rymice im Süden, Břest im Südwesten, Němčice im Westen sowie Kostelec u Holešova und Karlovice im Nordwesten.

## Geschichte
Die erste urkundliche Erwähnung von Rosceni erfolgte 1131 in einem Güterverzeichnis des Olmützer Bischofs Heinrich Zdik, in dem eine Hube Land als Besitz des Prerauer Archidiakonats aufgeführt ist. Im Jahre 1353 kaufte Stephan von Sternberg den Hof Rostienie, sein Sohn Albrecht vermachte Rosczenye 1376 dem von ihm gestifteten Augustinerkloster in Šternberk. Im Jahre 1384 wurde der Ort als Rosczeny und 1417 als Rosczenie bezeichnet. Zu den nachfolgenden Besitzern des Gutes gehörten ab 1480 die Herren von Zierotin und ab 1567 Jan Vilém von Víckov. 1650 erwarb Johann von Rottal das Gut und schlug es seiner Herrschaft Holešov zu. Aus dem Jahre 1672 ist der Ortsname Rosstin überliefert. Das älteste Ortssiegel stammt von 1699, es trägt die Umschrift PECZET OBECZNI DIEDINI ROSSTIENI. Die Bewohner lebten größtenteils von der Garnspinnerei und Leinweberei. 1717 entstand in Prusinovice eine Weberinnung, der auch die Weber aus Bořenovice, Roštění, Kostelec, Líšná und Pacetluky angeschlossen waren. 1833 verstarben etwa 100 Einwohner bei einer Choleraepidemie. Bis zur Mitte des 19. Jahrhunderts blieb das Dorf nach Holešov untertänig.
Nach der Aufhebung der Patrimonialherrschaften bildete Roštěny / Roschtin ab 1850 eine Gemeinde in der Bezirkshauptmannschaft Holleschau. Seit 1872 ist der Ortsname Roštění gebräuchlich. Das auf Grund veralteter Technik mit der aufblühenden Textilindustrie nicht konkurrenzfähige Weberhandwerk erlebte in dieser Zeit seinen Niedergang und die Landwirtschaft wurde zur Haupterwerbsquelle. 1899 gründete sich die Freiwillige Feuerwehr. Elektrifiziert wurde das Dorf 1927. Der Kindergarten entstand 1947. Mit Beginn des Jahres 1961 wurde die Gemeinde dem Okres Kroměříž zugeschlagen. Seit der Schließung der Schule im Jahre 1982 werden die Kinder des Ortes in Kostelec unterrichtet. Ethnographisch gehört das Dorf zur Hanna.

## Wappen
Roštění führt seit 1999 ein Wappen und Banner. Es wurde vom Heraldiker Jiří Louda entworfen. Das dreigeteilte Schild zeigt im oberen Teil das Wappen der Grafen von Rottal und linksseitig die silber-schwarzen Balken aus dem Wappen der Prusinovský von Víckov. Der goldene Löscheimer in der rechten Hälfte symbolisiert den Ortspatron St. Florian.

## Ortsgliederung
Für die Gemeinde Roštění sind keine Ortsteile ausgewiesen.

## Sehenswürdigkeiten
- Kirche des hl. Florian, am südlichen Ortsrand, erbaut 1932–1933
- Steinernes Kreuz, errichtet zum Gedenken an die Choleraepidemie von 1833
- Nischenkapelle unter einer mächtigen Linde, südöstlich des Dorfes in der Flur Černé dily
- Gedenkstein für die 22 Gefallenen des Ersten Weltkrieges, auf dem Dorfplatz
- Gedenkstein für die acht Gefallenen des Zweiten Weltkrieges, auf dem Dorfplatz